# Chrodegang de Séez
Pour les articles homonymes, voir Saint Chrodegand.
Saint Chrodegang ou saint Godegrand est le quinzième évêque de Séez, et le frère jumeau de sainte Opportune.

## Biographie
Né à Exmes, capitale du Hiémois, il est assassiné par un parent jaloux en 769 sur la route d'Almenêches alors qu'il rentre d'un pèlerinage sur le tombeau des apôtres Pierre et Paul.
Un calvaire se dresse dans la campagne  de Nonant à l'endroit de son martyre. L'église d'Almenêches abrite une relique. Le crâne du saint est déposée dans l'église de L'Isle-Adam.
Les charitons d'Echauffour l'ont choisi comme saint patron de leur confrérie.
Il a acquis la réputation d'être « l'œil de l'aveugle, le pied des boiteux, le père des pauvres, le soutien des affamés. »